# Krassow (Adelsgeschlecht)

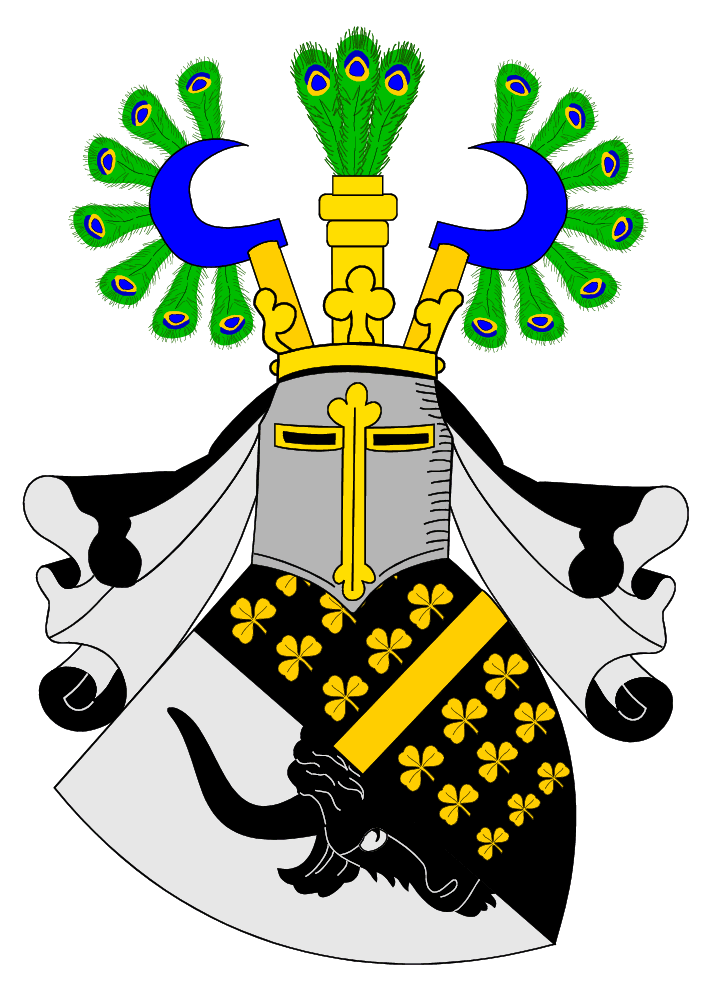
Wappen derer von Krassow

Krassow ist ein altes, ursprünglich rügisches, heute erloschenes Adelsgeschlecht.

## Geschichte
Bereits im Jahre 1294 waren die Krassow auf Rügen ansässig, wie die Matrikel des Bischofs von Roskilde ausweisen. Beim Bundesbrief des Rügischen Adels mit Stralsund im Jahre 1316 wurden Godaschalk, Tonnies und Matthias Krassow genannt. Im 14. Jahrhundert teilt sich die Familie in die Linien Dambahn († 1565), Schweikevitz-Saalkow († 1825) und Varsnevitz-Pansevitz. Die Stammreihe der noch bestehenden Linie beginnt mit Anton Krassow, urkundlich 1365–1407.
Im Jahre 1707 erging für Ernst Detlof von Krassow, Herr auf Pansevitz ein Freiherrndiplom. Ein weiteres Freiherrndiplom wurde für den herzoglich-mecklenburgischer Befehlshaber Adam Philipp von Krassow im Jahre 1731 ausgestellt. Der schwedische Kammerherr Freiherr Friedrich Heinrich von Krassow wurde 1840 in den preußischen Grafenstand gehoben. Mit seinem Enkel Carl Reinhold von Krassow starb der gräfliche Zweig 1892 im Mannesstamm aus. Das alte Krassow-Gut Falkenhagen im Lande Barth ging Mitte des 19. Jahrhunderts über die Verheiratung an die Familie der schwedischen Grafen von Essen.

## Wappen
Das Stammwappen zeigt im gespaltenen Schild rechts im silbernen Feld einen halben schwarzen Ochsenkopf, links im schwarzen Feld neun goldene Eicheln. Auf dem gekrönten Helm mit silbern und schwarzen Decken ein Pfauenwedel.

## Personen
- Ernst Detlof von Krassow (1660–1714), königlich-schwedischer Generalleutnant
- Adam Philipp von Krassow (1664–1736), pommerscher Gutsbesitzer, schwedischer dann preußischer Offizier, zuletzt mecklenburgischer Generalleutnant
- Karl Wilhelm von Krassow (1699–1735), schwedischer Offizier, zuletzt Generalmajor, außerordentlicher Gesandter in Dresden und Wien
- Carl von Krassow (1771–1854), Oberstleutnant, seit 1854 Stralsunder Ehrenbürger
- Friedrich Heinrich von Krassow (1775–1844), pommerscher Gutsbesitzer, preußischer Politiker
- Hedvig Eleonora Charlotta von Krassow († 1855), Ehefrau des schwedischen Reichsmarschalls Hans Henrik von Essen (1755–1824)
- Carl Reinhold von Krassow (1812–1892), preußischer Verwaltungsbeamter und Politiker, Regierungspräsident zu Stralsund